# Moana (miniserie televisiva)
(Tag-line della miniserie)
Moana è una miniserie televisiva italiana che racconta la carriera e la prematura fine della famosa attrice pornografica Moana Pozzi; è stata ideata e scritta da Cristiano Bortone, diretta da Alfredo Peyretti e prodotta dalla Polivideo FILM per Sky Italia.

## Trama

### Prima parte
Roma, anni '80. Il film ha inizio con scene che mostrano Moana Pozzi (Violante Placido) sotto la doccia, traumatizzata e sporca di sangue, la quale ricorda, in evidente stato di shock, alcuni episodi della sua infanzia quando ad esempio, assieme alla sorellina Mima, faceva immersioni di sub con il padre o di una volta in cui ballò in modo inappropriato davanti ad un uomo ad una festa scatenando l'ira della madre. Dopodiché la narrazione si stabilizza per un po' mostrandoci una giovane Moana che si reca ad un provino per un film portando un estratto da Sogno di una notte di mezza estate di William Shakespeare. I registi restano impressionati dalla bellezza della ragazza che però non accompagna un altrettanto eccelso talento recitativo. Dopo il provino Moana incontra Adrian (Simon Grechi), un ragazzo californiano con il quale inizia subito una storia d'amore. Moana convive in un appartamento situato a Roma con Mario (Giuseppe Soleri), truccatore omosessuale e migliore amico della ragazza. Intanto Adrian, anch'egli aspirante attore, convince Moana a girare un film hard con lui rassicurandola che era solo un modo come un altro per fare soldi e che la pellicola sarebbe stata destinata al solo mercato estero. Tuttavia, entrambi vengono ingannati ed il film viene proiettato in diversi cinema italiani facendo infuriare i genitori di Moana che chiudono i rapporti con la figlia. La ragazza si reca disperata da Adrian solo per trovarlo a letto con un'altra il che porta alla rottura tra i due. Sul set del film girato, Moana incontra uno sfrontato fotografo che si presenta come Riccardo Schicchi (Fausto Paravidino) il quale la convince ad entrare nella neo-società "Diva Futura" (il cui intento è di esplorare tutto il mercato della pornografia) di proprietà sua e della socia Ilona Staller (Giorgia Würth), meglio conosciuta come Cicciolina. Moana inizia così ufficialmente la sua carriera di attrice pornografica. Poco dopo Moana frequenta Marco (Salvio Simeoli), un ragazzo che si fa chiamare il Duca, il quale però rimane ucciso per un regolamento di conti a causa di affari di droga (riallacciandosi, ad omicidio avvenuto, alle prime scene del film). Sotto la guida di Schicchi, Moana partecipa allo spettacolo Curve deliziose e gira i film Fantastica Moana e Cicciolina e Moana "Mondiali". La popolarità mediatica di Moana inizia a salire suscitando anche le gelosie della collega Cicciolina che aumentano proporzionalmente all'entusiasmo di Schicchi per la ragazza. Grazie alla crescente popolarità, Moana viene invitata a Jeans 2, un programma di RaiTre condotto da Fabio Fazio, ma un'associazione di casalinghe glielo impedisce. Moana cerca di lottare per emergere come donna in carriera, scindendo in maniera netta quello che è il suo lavoro (la pornostar) dalla persona che lei è in realtà. Nonostante l'approccio che Moana ottiene con un politico influente (Augusto Zucchi), lei deciderà di non apparire in tv. La denuncia sociale porta la polizia al sequestro "in toto" del materiale del "Diva Futura" facendo decidere a Schicchi di trasferire per un po' la propria attività in America. Nel frattempo Schicchi riceve la visita di Pasquale (Gaetano Amato), un suo ex-creditore che vuole sfruttare Moana per i suoi loschi affari. Durante un breve periodo di riposo al mare, Moana conosce Antonio Di Ciesco (Michele Venitucci), un ragazzo del luogo con il quale inizia una storia che la porterà a chiedergli di partire con lei per gli Stati Uniti.

### Seconda parte
Moana e Antonio partono per gli Stati Uniti e lì, segretamente, convolano a nozze. Una volta tornati a Roma, i neo sposi ricevono la visita a sorpresa di Mima (Elena Bouryka), la sorella minore di Moana, la quale decide di trasferirsi dalla coppia così che Moana le trova un lavoro d'ufficio al "Diva Futura". Riccardo convince poi Moana ed Antonio a tenere segreto il loro matrimonio in quanto avrebbe danneggiato l'immagine di Moana che, secondo lui, doveva restare il desiderio possibile di tutti gli italiani. Nel frattempo Moana viene avvicinata da Bruno Colella (Francesco Borchi), un aspirante regista che offre alla donna la possibilità di recitare finalmente in un film d'autore, ma, proprio a causa della volontà del regista di avere Moana nel cast, nessuno si decide a finanziare il film. Intanto Schicchi porta Moana da Pasquale che le offre di pagarle qualsiasi cifra a patto di avere l'esclusiva di tutti i suoi film; Riccardo tenta di mettere in guardia Moana, ma la donna, accecata dalla possibilità di auto-finanziare il film di Bruno con i soldi guadagnati, accetta la proposta di Pasquale. Le condizioni di lavoro di Pasquale si rivelano però molto degradanti; i film vengono infatti girati con diverse scene di sesso in contemporanea, all'interno di umidi e sporchi hangar vicino ad un autodromo ed in maniera decisamente squallida; tutto molto diverso da come Moana era abituata a lavorare a Diva Futura. Moana ottiene finalmente la cifra necessaria e dà inizio alla produzione del film di Bruno che lei stessa intitola "Amami", storia di una ragazza che si trasferisce a Roma in cerca di futuro diventando una pornostar e perdendo l'affetto del padre che, però, alla fine del film lei riconquista apparendo in un programma televisivo nazionale. Moana riceve poi la visita di una donna transgender che si identificava in precedenza come Mario, il suo ex-coinquilino, la quale ha soggiornato a Casablanca per effettuare l’operazione di riattribuzione di genere e che si presenta ora come Maddalena. Ad una festa organizzata per il suo compleanno, Moana festeggia la fine delle riprese di Amami e coglie l'occasione per presentare il suo libro autobiografico intitolato La filosofia di Moana. Poco dopo l'uscita nelle sale, Amami ottiene critiche durissime, soprattutto nei confronti di Moana che viene definita un'attrice algida. Nel frattempo il lavoro allontana sempre di più Antonio e Moana tanto che l'uomo finisce per tradire la moglie con una pornostar collega di Moana. Durante le riprese dell'ennesimo film hard negli sporchi hangar di Pasquale, Moana ha un malore in seguito al quale decide di recarsi da un medico. Il dottore, viste le analisi, ha pochi dubbi: Moana ha un tumore al fegato, in parte causato dalle scarse condizioni igieniche nelle quali ha girato i film di Pasquale e, soprattutto, causato dal fatto che molti partner dei suoi film, erano tossici che si drogavano. Non essendo riuscita a convincere l'opinione pubblica ad accettarla con il cinema d'autore, Moana decide di buttarsi in politica fondando, con Riccardo Schicchi, Mauro Biuzzi (Giampiero Judica) e altri membri di "Diva Futura", il Partito dell'Amore. La campagna elettorale ottiene molto successo tanto che saranno ben oltre 12.000 i voti che otterrà Moana, ma, nonostante questo, la donna non viene eletta. In seguito Moana torna a casa trovando Antonio e la pornostar a copulare nel proprio letto scatenando una lite furibonda tra i due coniugi che finirà con Antonio che lascia la moglie. Più tardi Moana riceve una telefonata in cui le dicono che Antonio ha avuto un incidente automobilistico; lui sta bene e sembra che i due possano finalmente riavvicinarsi, ma Moana non trova il coraggio di confessare la sua malattia al marito facendoli così allontanare nuovamente. Nel frattempo Pasquale, dopo essere stato piantato da Moana nel bel mezzo delle riprese di un film, convince Mima, da lui soprannominata Baby Pozzi, a diventare pornostar a sua volta scatenando l'ira di Moana che litiga con la sorella la quale decide di continuare sulla strada professionale dell'hard e andandosene di casa. Moana riceve l'invito di Pippo Baudo per partecipare ad un programma RAI, ma la donna è ormai molto consumata dalla malattia. Moana confessa finalmente ad Antonio della sua malattia e l'uomo decide di restarle accanto e di accompagnarla da Baudo per quella che sarà la sua ultima apparizione pubblica. Mentre attende nel cortile di casa che Antonio torni con un taxi, Moana immagina che ci sia una grande festa nel suo giardino dove tutte le persone che hanno fatto parte della sua vita stanno bene e festeggiano allegramente con una festa in piscina.
Il film si conclude con un primo piano in dissolvenza di Moana, dopo il quale compare la scritta: «Moana morì all'Hotel De Dieu di Lione, il 15 settembre 1994».
In seguito, mentre scorrono i titoli di coda, vengono ascoltati degli estratti audio dalla vera intervista di Moana Pozzi fatta da Baudo con lei che sentenzia alla fine: "No, non sono pentita. Ne parlavo proprio con mia madre giorni fa, le ho detto mi dispiace che ti dispiaccia, ma rifarei tutto ciò che ho fatto".

## Cast

### Personaggi principali
- Violante Placido: Moana Pozzi, una giovane ragazza di provincia che, con l'inganno, viene portata sulla strada del cinema hard decidendo in seguito di diventare una professionista del settore; ha aspirazioni artistiche più alte, odia l'ipocrisia e vorrebbe riconquistare l'affetto perduto dei genitori.
- Fausto Paravidino: Riccardo Schicchi, uno sfrontato fotografo che fonda il Diva Futura per scoprire nuovi talenti nell'ambito della pornografia; nonostante il carattere prevalentemente menefreghista, tiene molto a Moana.
- Giorgia Würth: Ilona Staller/Cicciolina, pornoattrice ungherese ormai affermata nel settore. Socia principale di Schicchi, vede in Moana una potenziale rivale.
- Michele Venitucci: Antonio Di Ciesco, marito di Moana; nonostante non approvi il lavoro della moglie, le rimane tuttavia accanto praticamente sempre.
- Gaetano Amato: Pasquale, un losco allibratore che raggira Moana per poi farla lavorare in scarse condizioni igieniche provocandone la malattia.
- Giuseppe Soleri: Mario/Maddalena, co-inquilino ed in seguito truccatore ufficiale di Moana. È omosessuale ed infine trova il coraggio di operarsi per diventare donna facendosi poi chiamare Maddalena.
- Elena Bouryka: Baby Pozzi o "Mima Pozzi", sorella minore di Moana, si trasferisce a Roma dalla sorella ed in seguito, lavorando al Diva Futura, finisce per diventare pornostar lei stessa.
- Giampiero Judica: Mauro Biuzzi, fondatore del Partito dell'Amore, che sostiene Moana inserendola nel simbolo del partito, nella prima conferenza stampa, nelle manifestazioni in piazza, nelle tribune elettorali e nella sconfitta finale.

### Personaggi secondari
- Simon Grechi: Adrian, ragazzo californiano che convince Moana, con l'inganno, a girare il suo primo film hard.
- Salvio Simeoli: Marco, detto il Duca, dedito al commercio di droga e amante di Moana; finisce ucciso in un regolamento di conti.
- Augusto Zucchi: Un politico influente con il quale Moana va a letto per ottenere agganci ad apparire in TV.
- Francesco Borchi: Bruno Colella, un aspirante regista che vuole permettere a Moana di fare cinema d'autore per toglierle l'etichetta di sola pornostar.
- Cosimo Fusco: Il braccio destro di Pasquale che esegue torture per conto del suo capo.
- Andrea Napoleoni: Alan Penetration, pornostar collega di Moana.
- Patrizio Pelizzi: Giorgi, agente della Polizia Penitenziaria che perquisisce Moana e Cicciolina.
- Antonella Salvucci: Ramba, pornostar collega di Moana.
- Leopoldo Ferrante: giudice del maxiprocesso dove era stata coinvolta Moana.
- Sofia Gucci: Cristal, collega amica di Moana e amante del marito Antonio.

## Produzione
Inizialmente il regista avrebbe dovuto essere Cristiano Bortone, vincitore del David di Donatello nel 2007 con il film Rosso come il cielo, che è anche lo sceneggiatore della miniserie. Poco dopo l'inizio delle riprese è stato tuttavia sostituito da Alfredo Peyretti.
Per scegliere l'interprete di Moana Pozzi, nei primi mesi del 2008, la produzione di Sky decise la possibilità di autocandidarsi mediante un web-casting, aperto alle maggiorenni e con il limite di un minuto di tempo per dare la propria interpretazione filmata della Pozzi. In poche settimane, la produzione venne sommersa dai filmati artigianali di oltre 5.000 aspiranti.
Violante Placido indossa alcuni pezzi esclusivi tra i quali 3 pellicce originali degli anni ottanta realizzate dalla sartoria Caponetto di Torino.
Le coreografie sono curate per la mini-serie da Gianni Santucci, sullo sfondo di scenografia ideata da Francesco Frigeri.
Appaiono in brevi camei il pornoattore Francesco Malcom, il regista Alex Infascelli, Sergio Ercolessi.

## Stile
Il film è vietato ai minori di 14 anni in quanto presenta diverse scene esplicite sia nel linguaggio sia, soprattutto, nel mostrare scene di nudo sia femminili che maschili; è presente anche un breve nudo maschile frontale. Tuttavia non sono assolutamente presenti nel film scene porno.

## Colonna sonora
Le musiche originali sono state composte, arrangiate e orchestrate da Pivio e Aldo De Scalzi.
La formazione usata per l'incisione è stata di: Aldo De Scalzi (Chitarre, basso, piano, voce), Pivio (Synth, piano, voce), Yasemin Sannino (Voce), Luca Cresta (Piano), Claudio Pacini (Programmazione ottoni), Gianpiero Lo Bello (Tromba, flicorno), Stefano Cabrera (Cello), Alessandra Dalla Barba (Violino), Marco Mascia (Violino), Laura Sillitti (Violino), Daniele Guerci (Viola), Patrick Simonetti (Batteria).
I brani originali sono:
- 50z (Aldo De Scalzi - Pivio - Yasemin Sannino) eseguita da Yasemin Sannino
- Synchronized Gun (Aldo De Scalzi - Pivio) eseguita da Pivio
- Taurus Rising (Aldo De Scalzi - Pivio - Yasemin Sannino) eseguita da Yasemin Sannino
- In vespa per Firenze (Aldo De Scalzi - Pivio) eseguita da Maktony

I brani di repertorio usati nella fiction sono:
- Labi Siffre - It Must Be Love (1971)
- The Specials - You're Wondering Now (1979)
- Public Image Ltd. - This is Not a Love Song (1984)
- Madness - My Girl (1979)
- The Specials - A Message to Rudy (1979)
- The Adicts - Viva la Revolution (1982)
- Ilona Staller - Cavallina Cavallo (1979) (scritta da Ennio Morricone)
- Carlin Recorded Music Library - Rock it Tonight
- Officina Zoè - Quannu cammini tie (1997)
- Officina Zoè - Lu rusciu te lu mare (1997)

## Distribuzione
Il 7 e l'8 luglio 2009 la miniserie è stata proiettata in un'anteprima esclusiva durante il Roma Fiction Fest.
La fiction è andata in onda in prima visione assoluta il 1º e 2 dicembre 2009 sul canale satellitare Sky Cinema in prima serata ed è stata vietata ai minori di 14 anni tramite il bollino rosso (solo per adulti).
In chiaro la miniserie è stata trasmessa in prima visione free l'8 e il 9 settembre 2010 in seconda serata su LA7.
La miniserie è stata pubblicata su DVD, in edizione disco singolo, il 25 agosto 2010 distribuita dalla 20th Century Fox Home Entertainment; oltre al film in versione integrale, è presente un documentario di 15 minuti intitolato MOANA.

## Controversie
Il 20 ottobre 2009 viene reso noto che Ilona Staller ha citato in giudizio la produzione di Moana per l'uso improprio del personaggio di Cicciolina poiché protetto dal diritto d'autore depositato dalla Staller stessa. Venne reso noto dal suo avvocato parte del testo di citazione: C'è stato un utilizzo illegittimo del personaggio di Cicciolina, del nome e dell'immagine di Ilona Staller nella miniserie Moana. Non c'è stata alcuna autorizzazione né liberatorie da parte della Staller, che ha il diritto esclusivo sul personaggio da lei inventato e registrato presso l'Ufficio italiano brevetti. L'ex pornostar richiese ben 30 milioni di euro come cifra di risarcimento. L'istanza di urgenza presentata dalla pornostar non è stata però accolta e l'udienza è stata rimandata a gennaio; il direttore di Sky Cinema Neils Hartmann ha dichiarato che: "Cicciolina è un personaggio pubblico e nel raccontarla ci si è attenuti ai fatti".